# Muzeul Ocupației Sovietice din Tbilisi

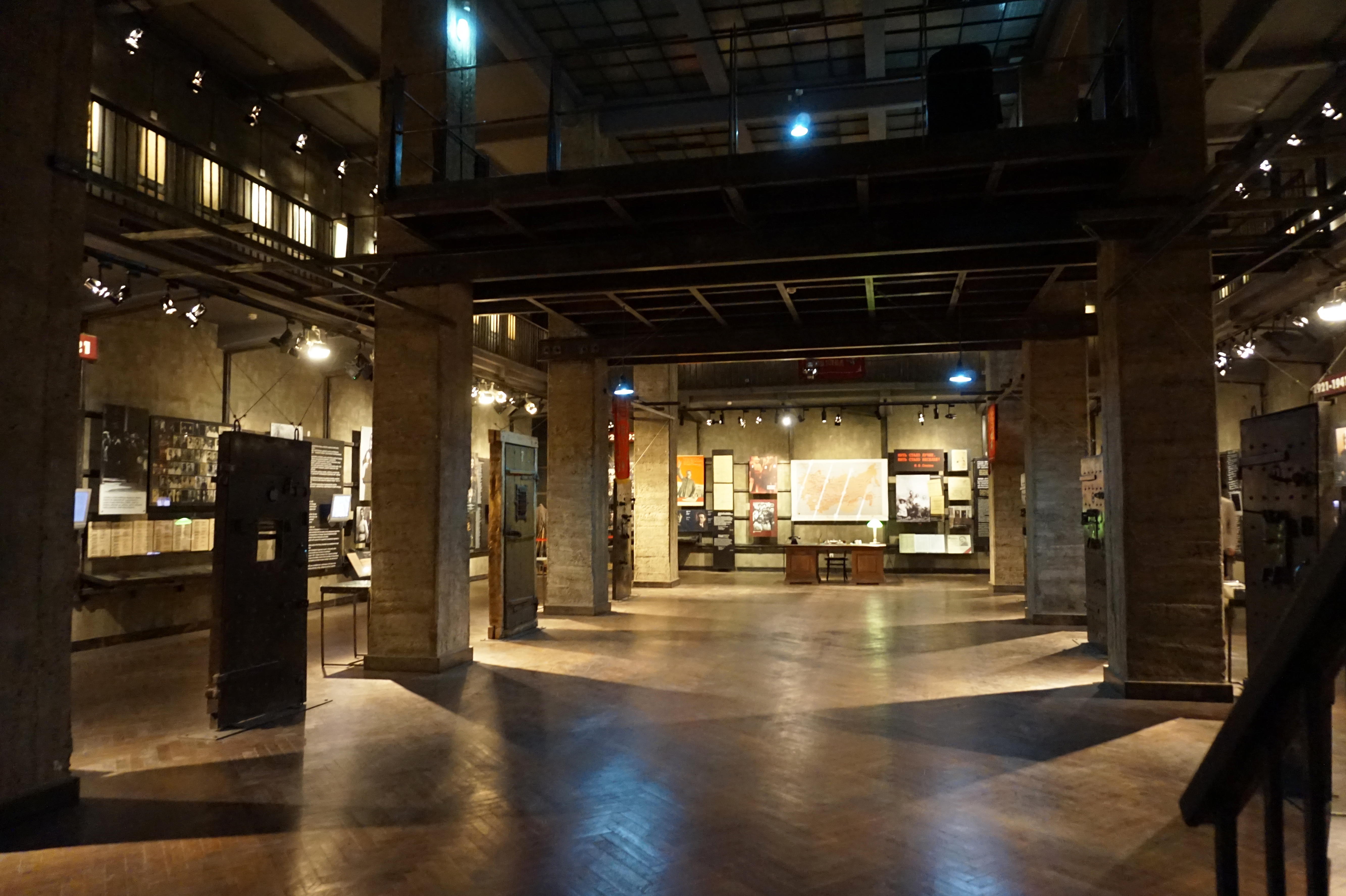
Una din sălile de expoziție ale muzeului

Muzeul Ocupației Sovietice (în georgiană საბჭოთა ოკუპაციის მუზეუმი) este un muzeu de istorie din Tbilisi (Georgia), care documentează cele șapte decenii de  stăpânire sovietică în această țară (1921-1991) și care este dedicat istoriei mișcării anticoloniale și de eliberare națională din Georgia, precum și memoriei victimelor represiunii sovietice din această perioadă. Muzeul a fost inaugurat pe 26 mai 2006 și este parte a Muzeului Național al Georgiei.

## Expoziție
Muzeul Ocupației Sovietice este situat pe Bulevardul Rustaveli, principala arteră comercială din Tbilisi, fiind amplasat într-o sală spațioasă de la etajul al treilea al Muzeului Național al Georgiei. Ideea înființării lui a fost avansată în 2006 de președintele Georgiei, Miheil Saakașvili, și de parlamentarul Nikoloz Rurua, vicepreședinte al Comisiei pentru apărare a Parlamentului Georgiei și membru al partidului de guvernământ de la acea vreme, Mișcarea Națională Unită.
Fiind al treilea astfel de muzeu deschis în statele postsovietice, cel din Tbilisi a fost inspirat, cel puțin parțial, de exemplele instituțiilor similare din Tallinn, Estonia, și Riga, Letonia. A fost inaugurat în cadrul evenimentelor organizate cu ocazia sărbătoririi Zilei Independenței Georgiei, pe 26 mai 2006. Finanțarea necesară a fost asigurată în principal din Fondul prezidențial, o sursă de venituri extrabugetară controlată de administrația prezidențială georgiană. În muzeu sunt dispuse peste 3 000 de exponate.
Muzeul Ocupației Sovietice este o expoziție permanentă de documente de arhivă și materiale foto și video care urmăresc cronologia istoriei Georgiei, de la scurta perioadă de independență dintre 1918 și 1921, până la înăbușirea de către armata sovietică a manifestației pro-independență din 1989, respectiv declararea independenței Georgiei în 1991. Alte exponate includ stenograme ale interogatoriilor dizidenților, ordine de execuție sau de deportare, dosare personale ale celor persecutați sau obiecte din celulele de închisoare din perioada sovietică. În afară de arhivele KGB și ale Partidului Comunist care nu au reușit să fie evacuate din Georgia după destrămarea Uniunii Sovietice, multe documente și materiale vizuale au fost furnizate de organizații publice și de familiile dizidenților sau victimelor. Muzeul publică și colecții tematice și invită în mod regulat istoricii să susțină prelegeri despre istoria secolului XX în Georgia. Între 2006 și 2008, directorul muzeului a fost David Tskhadadze. Din decembrie 2008, muzeul este condus de Dr. Levan Urushadze. Anterior, Urushadze deținuse funcția de coordonator științific în cadrul muzeului.

## Reacții
Simbolismul și momentul deschiderii muzeului au iritat mai mulți membri ai Dumei de Stat din Rusia, care l-au calificat drept „pură propagandă naționalistă”. Konstantin Kosaciov, președintele Comisiei pentru relații internaționale a parlamentului rus, a negat chiar faptul că ar fi existat o ocupație a Georgiei. Președintele rus, Vladimir Putin, s-a plâns omologului său georgian, Mihail Saakașvili, la întâlnirea lor de la Sankt Petersburg din iunie 2006, reamintind că mulți lideri sovietici, precum Stalin și Lavrenti Beria, proveneau din Georgia. Conform unei surse din guvernul georgian, Saakașvili a răspuns sugerând oferirea de fonduri Rusiei pentru deschiderea unui muzeu al ocupației georgiene la Moscova. Ulterior, Saakașvili a afirmat că muzeul nu e îndreptat împotriva nimănui: „acesta este un muzeu al ocupației sovietice, nu al ocupației ruse a Georgiei... Dacă cineva, undeva, la un anumit nivel, consideră asta un afront personal, este problema lor, nu a noastră”.
Irakli Menagharishvili, director al Centrului de Studii Strategice din Tbilisi și fost ministru de externe în timpul președintelui Eduard Șevardnadze, a argumentat că muzeul poate fi considerat o comemorare a dramei împărtășite în mod egal de ruși și georgieni: „nimeni nu îi învinovățește pe ruși pentru ce s-a întâmplat sub comuniști. Și ei au suferit”.
În martie 2007, muzeul a fost vizitat de președintele Ucrainei, Victor Iușcenko, care a sugerat înființarea unui muzeu similar în Ucraina.